# La Mamma (chanson)
Pour les articles homonymes, voir La Mamma.
Pistes de La Mamma
Si tu m'emportes
(2)
La Mamma est une chanson française écrite par Robert Gall, composée et interprétée notamment par Charles Aznavour, sortie en 1963.

## Thème
Hommage à sa mère qui vient de mourir, Robert Gall décrit l'agonie d'une aïeule en Italie. 

## Histoire
Gall qui recherche un compositeur pour poser une musique sur ses paroles la propose à Charles Aznavour qui compose une mélodie mais n'est pas intéressé pour l'interpréter, trouvant qu'elle déborde de pathos. 
Elle est d'abord enregistrée par Les Compagnons de la chanson (un enregistrement de 1965 figure sur le site de l'INA) avant qu'Aznavour en fasse de même le 24 octobre 1963, enfin convaincu par sa sœur Aïda ; une interprétation devant son producteur Eddie Barclay le convainc de l'inclure dans son répertoire[réf. souhaitée]. 
« Avec son talent pour la théâtralisation et une interprétation très réaliste, Charles donne à La Mamma un côté plus tragique et beaucoup plus émouvant. Sa version ne tarde pas à captiver les foules et devient en quelques mois l'un des triomphes de l'année 1964, avec plus de 1 215 000 disques vendus. »
France Gall confiera : « Je suis redevenue une petite fille quand j'ai chanté La Mamma avec Charles. Autour de nous, il y avait l'âme de mon père qui l'a écrite, et celle de ma grand-mère qui l'a inspirée ».

## Classements
| Classement      | Meilleure position |
| --------------- | ------------------ |
| Autriche        | 15                 |
| Brésil          | 4                  |
| Espagne         | 1                  |
| Région flamande | 15                 |
| France (IFOP)   | 1                  |
| Grèce           | 12                 |
| Italie          | 11                 |
| Uruguay         | 4                  |
| Wallonie        | 2                  |

## Adaptations
- La mamma, écrite par Nelly Byl (néerlandais)
- La mamma, écrite par Gerrit den Braber (en) (néerlandais)
- Mamãe, écrite par Nazareno de Brito (pt) (portugais)
- For Mama, écrite par Don Black et interprétée notamment par Matt Monro, Ray Charles (anglais)
- Mama, écrite par Dragutin Britvić (croate)
- La mamma, écrite par Mogol (italien)
- La mamma, écrite par Charly Niessen (allemand)
- Den bompa, écrite par Leo Rozenstraten (nl) (néerlandais)
- Ya yemma, adaptée et interprétée par Lili Boniche (arabe)
- La mama, adaptée par Rafael Gayoso-Zuber et interprétée par Peret (espagnol) - 1964